# Pterolophia sinensis
Pterolophia sinensis är en skalbaggsart som först beskrevs av Leon Fairmaire 1899.  Pterolophia sinensis ingår i släktet Pterolophia och familjen långhorningar. Inga underarter finns listade i Catalogue of Life.